# Ван дер Бремпт, Игнасе
Игна́се ван дер Бремпт (нидерл. Ignace Van Der Brempt; 1 апреля 2002) — бельгийский футболист, защитник итальянского клуба «Комо».

## Клубная карьера
Уроженец Антверпена, ван дер Бремпт выступал за молодёжные команды футбольных клубов «Схеле Спорт», «Беерсхот», «Рюпел Бом», «Мехелен» и «Брюгге». В апреле 2019 года подписал свой первый профессиональный контракт с «Брюгге».
14 сентября 2019 года дебютировал в основном составе «Брюгге», выйдя на замену Крепину Диатта в матче высшего дивизиона бельгийского чемпионата против «Серкль Брюгге». 8 декабря 2020 года дебютировал в Лиге чемпионов УЕФА, выйдя на замену Клинтону Мата в матче против «Лацио».
31 января 2022 года перешёл в австрийский клуб «Ред Булл Зальцбург» за 5 миллионов евро.

## Карьера в сборной
Выступал за сборные Бельгии до 15, до 16 и до 19 лет.

## Достижения

### Командные
«Брюгге»
- Чемпион Бельгии (3): 2019/20, 2020/21, 2021/22
- Обладатель Суперкубка Бельгии: 2021

«Ред Булл Зальцбург»
- Чемпион Австрии (2): 2021/22, 2022/23